# 西郷高原大橋
西郷高原大橋（にしごうこうげんおおはし）は、福島県西白河郡西郷村と白河市に跨る道路橋である。

## 概要
- 全長：265.0m
  - 主径間：36.7m
- 幅員：6.5（18.0）m
- 形式：3・2径間PC連結プレテンT桁橋＋単純PCプレテンT桁橋×2＋鋼単純床版箱桁橋（計13径間）
- 竣工：1994年

JR新白河駅構内北側にて東北本線を渡り、東北新幹線駅ホーム直下をくぐる。西詰は西郷村道南西、東詰は白河市新白河二丁目に位置し、西郷村道・白河市道（都市計画道路）西郷搦目線を通す。橋梁東側高架下には福島県道路公社が管理する有料月極駐車場が41台分設置されている。建設当時はあぶくま高原道路はなく、首都圏方面から福島空港への玄関口として機能するルートであったため、航空機をモチーフとした照明灯が採用されている。

## 沿革
1982年の東北新幹線新白河駅開業以降、周辺地域は発展を続けていたが、東北本線により東西で分断されていたため、重要幹線街路事業により1986年度に事業着手された。新幹線高架下への施工のため架設に制約が課せられたが、1994年に竣工、1995年3月29日に供用が開始された。総工費は9億7000万円。

## 周辺
- JR東日本新白河駅
- ホテルルートイン新白河駅東